# Berthe Morisot con el abanico
Berthe Morisot con el abanico (Berthe Morisot à l'éventail) es un cuadro del pintor francés Édouard Manet de 1872 y conservado en el Museo de Orsay de París.

## Descripción
La pintora Berthe Morisot fue amiga, modelo y finalmente cuñada de Manet. El cuadro Berthe Morisot con el abanico fue una obra privada, no estaba destinada al Salón oficial y por ello se muestra extraordinariamente espontánea.
Con este cuadro, Manet regala al espectador un momento de íntima tranquilidad con Berthe, que aparece sentada ataviada con un elegante vestido negro y unos zapatos de color rosa claro. La joven oculta su rostro con un abanico que, sin embargo, deja entrever sus ojos a través de las varillas de su parte inferior: el objeto, por lo tanto, oculta a Berthe sólo parcialmente, y es así como Manet plasma una complicidad palpable con su joven amiga, que describe sólo en las líneas esenciales, renunciando así a los detalles secundarios.
Si bien denota una gran velocidad de ejecución, Berthe Morisot con el abanico presenta un andamiaje cromático y estructural muy hábilmente calibrado. El empaste negro del vestido de Morisot, en efecto, se desprende violentamente del fondo monocromático granate, iluminado por una luz artificial que también inunda el rostro de la joven, generando así un efecto nocturno antinatural y casi de cuento: lo mismo puede decirse de los pies de Berthe y para las patas y el respaldo de la silla. Sin embargo, desde un punto de vista estructural, la composición se articula en la diagonal de la pierna cruzada de Morisot, lo que obliga al observador a trazar toda la figura, comenzando por la punta de los zapatos y llegando al rostro. Manet también logra este efecto dejando vacío el espacio a la derecha de la figura.